# 見たい! 行きたい! 話したい!!
見たい! 行きたい! 話したい!!（みたい! いきたい! はなしたい!!）は、FM NACK5で放送されていたラジオ番組。

## 概要
埼玉県蕨市出身の松井咲子にとって初の冠番組。毎月1つのテーマに沿って、今の「旬」をチェックしていく。松井のトークとリスナーからのメッセージを中心に構成。また、不定期でロケやゲストを招いてのトークも行われている。

## 番組史
- 2014年4月5日 - 『docomo presents 見たい! 行きたい! 話したい!!』として放送開始（2015年3月28日まで）。土曜日12:00 - 12:30放送。
- 2015年
  - 4月4日 - 第53回放送分より現番組名に変更。
  - 7月4日 - 松井のAKB48卒業直後の放送であり、倉持明日香（AKB48）、大家志津香（AKB48）、秋元才加よりメッセージが送られる。
  - 10月 - 松井が2015年9月に埼玉県蕨市のPR大使に就任[1]したことを受け、全編蕨市でロケを行う。
- 2016年
  - 2月27日 - 放送100回を迎える。
  - 10月1日 - 第131回放送分より番組形態が「Startup Saturday」内のフロート番組となり、放送時間が土曜日7:05 - 7:35に変更。
  - 11月5日 - 第136回放送分より放送時間が土曜日6:40 - 7:00に変更となり、20分に短縮された。
- 2017年
  - 1月21日 - 竹縄航太（HOWL BE QUIET）をゲストに迎え、サンシャインシティ噴水広場にて番組初の公開収録を行う（13:00 - 14:00）[2]。公開収録の模様は2017年1月28日（第148回放送分）及び2月4日（第149回放送分）に放送。
  - 8月19日 - ミドリのマルをゲストに迎え、さいたまスーパーアリーナにて公開収録を行う（13:00 - 14:00）[3]。公開収録の模様は2017年8月26日（第178回放送分）及び9月2日（第179回放送分）に放送。
  - 12月30日 - 第196回放送分をもって放送終了。

## 放送時間の変遷
- 毎週土曜日 12:00 - 12:30（2014年4月5日 - 2016年9月24日）
- 毎週土曜日 7:05 - 7:35（2016年10月1日 - 10月29日、ここから最終回まで「Startup Saturday」内のフロート番組として放送）
- 毎週土曜日 6:40 - 7:00（2016年11月5日 - 2017年12月30日）

## パーソナリティー
- 松井咲子

## 主な番組内容

### オープニング・エンディング曲
- OP 「All Day Dub」Home Grown（2016年10月 - ）
- ED 「ヘビーローテーション」松井咲子（2017年4月8日 - ）

#### 過去のオープニング・エンディング曲
- OP 「Way To Go」Wonder World（2014年4月 - 2016年9月）
- ED 「this is the moment」（2014年4月 - 2017年4月1日）

### 月別テーマ一覧
2014年
| 放送月 | テーマ                                   | 放送回数 | 備考 |
| ------ | ---------------------------------------- | -------- | ---- |
| 4月    | 新年度スタート!あなたが元気になれる曲は? | 4回      | -    |
| 5月    | スッキリ                                 | 5回      | -    |
| 6月    | 勝負                                     | 4回      | -    |
| 7月    | 夏ファッション                           | 4回      | -    |
| 8月    | 部活                                     | 5回      | -    |
| 9月    | 先生                                     | 4回      | -    |
| 10月   | 秋                                       | 9回      | -    |
| 11月   | 秋                                       | 9回      | -    |
| 12月   | クリスマス                               | 4回      | -    |

2015年
| 放送月 | テーマ             | 放送回数 | 備考                       |
| ------ | ------------------ | -------- | -------------------------- |
| 1月    | 2015年、アレに注目 | 5回      | -                          |
| 2月    | LOVE               | 4回      | -                          |
| 3月    | 卒業               | 4回      | -                          |
| 4月    | スタート           | 4回      | -                          |
| 5月    | グリーン           | 5回      | -                          |
| 6月    | 雨                 | 4回      | -                          |
| 7月    | 夏                 | 9回      | -                          |
| 8月    | 夏                 | 9回      | -                          |
| 9月    | 夏バテ解消法       | 4回      | -                          |
| 10月   | 蕨                 | 5回      | [ 注 1 ]                   |
| 11月   | 秋                 | 4回      | -                          |
| 12月   | クリスマス         | 3回      | 12月5日 - 19日放送分テーマ |
| 12月   | 2015年振り返り     | 1回      | 12月26日放送分テーマ       |

2016年
| 放送月 | テーマ              | 放送回数 | 備考 |
| ------ | ------------------- | -------- | ---- |
| 1月    | 2016年              | 5回      | -    |
| 2月    | 告白                | 4回      | -    |
| 3月    | めん                | 4回      | -    |
| 4月    | 春                  | 5回      | -    |
| 5月    | 癒し                | 4回      | -    |
| 6月    | 水                  | 4回      | -    |
| 7月    | 夏                  | 9回      | -    |
| 8月    | 夏                  | 9回      | -    |
| 9月    | ほっ                | 4回      | -    |
| 10月   | 食欲の秋            | 5回      | -    |
| 11月   | あなたの秋は何の秋? | 4回      | -    |
| 12月   | あなたの冬は何の冬? | 5回      | -    |

2017年
| 放送月 | テーマ                             | 放送回数 | 備考     |
| ------ | ---------------------------------- | -------- | -------- |
| 1月    | 2017年                             | 4回      | [ 注 2 ] |
| 2月    | 鍋                                 | 4回      | [ 注 3 ] |
| 3月    | きらきら                           | 4回      | -        |
| 4月    | 一番                               | 5回      | -        |
| 5月    | 勇気を出してやってみた!やってみる! | 4回      | -        |
| 6月    | 失恋                               | 4回      | -        |
| 7月    | ファーストキッス                   | 5回      | -        |
| 8月    | わてらの熱い話きーてくれへんか!    | 4回      | [ 注 4 ] |
| 9月    | フェチ                             | 5回      | [ 注 5 ] |
| 10月   | 片付ける                           | 4回      | -        |
| 11月   | プレゼント                         | 4回      | -        |
| 12月   | HAPPY!!                            | 5回      | -        |

### コーナー
- 見せたい!行かせたい!話させたい!!（全期間）

松井に見せたいモノ、行かせたい場所、話させたい内容を、リスナーから募集し、紹介するコーナー。
- docomo information（2014年4月 - 2015年3月）

NTT docomoのコンテンツやイベントを紹介。BGMにヘビーローテーション（演奏:松井咲子、『呼吸するピアノ』に収録）が使用されていた。